# Aciculosporium take
Aciculosporium take är en svampart som beskrevs av I. Miyake 1908. Aciculosporium take ingår i släktet Aciculosporium och familjen Clavicipitaceae.   Inga underarter finns listade i Catalogue of Life.